# Copsychus luzoniensis
Shama-de-lução ou xama-de-lução (Copsychus luzoniensis) é uma espécie de ave da família Muscicapidae.
É endémica das Filipinas.